# Sérvia (gens)
A gens Servia foi uma pequena família plebeia em Roma antiga. Poucos membros desta gens são mencionados em escritores antigos, mas vários são conhecidos por inscrições.

## Origem
O nomen Servius deriva do praenomen Servius, sem alteração na forma; isso faz com que os dois nomes sejam facilmente confundidos. É uma gentilícia que provavelmente se originou em Roma, não há evidências que tenha vindo de outro lugar. O praenomen provavelmente deriva de servare, "proteger" ou "manter seguro", e presumivelmente os Servii obtiveram seu nomen de um ancestral com esse nome. Outras gentes foram derivadas do mesmo praenomen usando formas diferentes; a mais famosa foi a gens Servilia, proeminente ao longo da história romana.

## Praenomina
Os Servii usaram uma variedade de praenomina, particularmente Lucius, Publius, Manius, Marcus, Gaius e Numerius. Embora os outros fossem muito comuns, Manius era um pouco mais distintivo, enquanto Numerius, embora disseminado, não era particularmente comum. Outros praenomina ocorrem raramente entre os Servii, embora Statius apareça em uma filiação. Este praenomen, incomum em Roma, era amplamente utilizado nas regiões de língua osca do centro e sul da Itália.

## Membros
- Servia M. f. Cinsi uxor, a esposa de Cinsius, mencionada em uma inscrição de Praeneste em Lácio, datada entre 250 e 170 a.C.[4]
- Publius Servius N. l., um liberto e purpurarius, ou tingidor de púrpura, mencionado em uma inscrição de Cápua em Campânia, datada de 105 a.C.[5]
- Publius Servius P. l. Thraso, um liberto mencionado em uma inscrição dedicatória de Asisium em Lácio, datada de 100 a.C.[6]
- Servius Pola, um inimigo de Cícero, que o descreve como "imundo e incivilizado". Ele pode ser o mesmo Servius que foi eleito tribuno da plebe em 51 a.C., e foi condenado por suborno antes de assumir o cargo; mas o nomen dessa pessoa provavelmente era Servaeus.[7][8][9]
- Lucius Servius Rufus, um moedeiro que em 41 a.C. emitiu denários e áureos apresentando a cabeça de um homem barbado, possivelmente representando Lúcio Júnio Bruto,[i] como uma declaração de apoio a Marcus Júnio Bruto, junto com os Dioscuri. Ele provavelmente era nativo de Tusculum.[11][10]
- Lucius Taurius L. f. Servius Aefolanus, mencionado em uma inscrição de Cartago Nova em Hispânia Citerior, datada da última parte do primeiro século a.C.[12]
- Salvia Servia M. l., uma liberta enterrada em Roma entre cerca de 30 a.C. e 30 d.C.[13]
- Manius Servius M'. f. Marcellus, construiu um sepulcro em Aquileia em Vêneto e Histria, datado do último quarto do primeiro século a.C. ou do primeiro quarto do primeiro século d.C., para seus pais e sua irmã, a liberta Servia Eunia.[14]
- Servia M'. l. Eunia, uma liberta enterrada em um sepulcro familiar construído por seu irmão, Manius Servius Marcellus, em Aquileia, no final do primeiro século a.C. ou no início do primeiro século d.C.[14]
- Lucius Servius C. f., mencionado em uma inscrição de Roma datada da primeira metade do primeiro século, junto com a liberta Anthusa.[15]
- Publius Servius Census, enterrado em Venúsia em Samnium durante a primeira metade do primeiro século.[16]
- Servia M'. l. Aucta, uma liberta mencionada em uma inscrição sepulcral de Aquileia, datada do início ou meio do primeiro século, junto com Servius Hilarus.[17]
- Servius Hilarus, mencionado em uma inscrição sepulcral de Aquileia, datada do início ou meio do primeiro século, junto com Servia Aucta.[17]
- Numerius Servius, mencionado em uma inscrição do primeiro século encontrada no atual local de Tobarra, anteriormente parte da Hispânia Citerior.[18]
- Servia P. l. Crysario, uma liberta em Venúsia, provavelmente a esposa de Publius Servius Philadelphus, e possivelmente a mãe de Publius Servius Philargurus, mencionado em uma inscrição do primeiro século como seu herdeiro.[19]
- Servia M. l. Marmoris, uma liberta mencionada em uma inscrição sepulcral de Luceria em Apúlia.[20]
- Publius Servius St. l. Philadelphus, um liberto em Venúsia durante o primeiro século, provavelmente o marido de Servia Crysario, e talvez o pai de Publius Servius Philargurus, mencionado como seu herdeiro.[19]
- Publius Servius P. l. Philargurus, um liberto em Venúsia durante o primeiro século, mencionado como o herdeiro de Publius Servius Philadelphus e Servia Crysario, possivelmente seus pais.[19]
- Manius Servius Primigenius, enterrado em Aquileia, em um túmulo do primeiro século dedicado por sua mãe, Servia Secunda.[21]
- Servia Secunda, dedicou um túmulo do primeiro século em Aquileia a seu filho, Manius Servius Primigenius.[21]
- Marcus Servius M. f. Copystor, mencionado em uma inscrição de Pompéia em Campânia.[22]
- Marcus Servius Diadumenus, um dos vários sacerdotes, ou sacerdotes, mencionados em uma inscrição do primeiro ou segundo século de Aquileia.[23]
- Lucius Servius Hospitalis, enterrado em um sepulcro familiar do primeiro ou segundo século em Roma, junto com Servia Primigenia.[24]
- Servia Primigenia, enterrada em um sepulcro familiar do primeiro ou segundo século em Roma, junto com Lucius Servius Hospitalis.[24]
- Gaius Servius Gratus, um dos herdeiros de Sacconia Secundilla, uma mulher enterrada em Óstia em Lácio na segunda metade do segundo século. Severia Madoce, talvez sua irmã, foi a outra herdeira.[25]
- Servius Agilio, enterrado em Alma na África Proconsular durante o segundo ou terceiro século, aos oitenta e cinco anos.[26]
- Manius Servius Donatus, um oleiro cujos produtos foram encontrados em Potaissa em Dácia. Ele deve ter estado ativo durante o segundo ou terceiro século.[27]
- Marcus Servius M'. l. Thall[...], um liberto, e um dos Seviri Augustales em Viminacium em Moesia Superior, onde foi enterrado aos setenta anos, na segunda metade do segundo século, ou no início do terceiro, junto com Manius Servius Silvanus.[28]
- Manius Servius Silvanus, enterrado em um sepulcro familiar em Viminacium, na segunda metade do segundo século, ou no início do terceiro, junto com Marcus Servius Thall[...].[28]
- Titus Servius T. l. Clarus, um dissignator, ou anfitrião, enterrado em Córduba em Hispânia Baetica na época da dinastia severa.[29]
- Quintus Servius Nicetianus, mencionado em uma inscrição dedicatória de Cumas em Campânia, datada de 251 d.C.[30]
- Servius Crescens, mencionado em uma lista de soldados estacionados em Ravenna em 303 d.C.[31]
- Servius Eulogianus, mencionado em uma lista de soldados estacionados em Ravenna em 303 d.C.[31]
- Servius Maurus Honoratus, um gramático célebre do final do quarto e início do quinto século. Se ele era realmente um membro da gens Servia é incerto, pois sua nomenclatura completa é desconhecida.[32]

### Servii sem data
- Servia Sex. l., uma liberta mencionada em uma inscrição de Nursia em Samnium.[33]
- Fausta Servia, enterrada em Thignica em África Proconsular, aos trinta anos.[34]
- Gaius Servius, mencionado em uma inscrição sepulcral de Roma.[35]
- Marcus Servius, mencionado em uma inscrição de Aquinum.[36]
- Marcus Servius, junto com Publius Servius, um dos antigos mestres dos libertos Publius Poblicius Apollonida, Gellia Materna e Publius Poblicius Fidelis, enterrados em um sepulcro familiar em Roma.[37]
- Publius Servius, junto com Marcus Servius, um dos antigos mestres dos libertos Publius Poblicius Apollonida, Gellia Materna e Publius Poblicius Fidelis.[37]
- Lucius Servius L. l. Auctus, um liberto enterrado em Roma.[38]
- Servia Canaga, enterrada em Thugga na África Proconsular.[39]
- Servia Cervola, enterrada em Aquileia em um sepulcro dedicado por Caecilia Plusias.[40]
- Servius Felicio, enterrado em Óstia, em um túmulo dedicado por Servius Saturninus.[41]
- Servia Firmina, uma liberta enterrada em Roma.[42]
- Lucius Servius Labeo, mencionado em uma inscrição de Nemausus em Gália Narbonense.[43]
- Servia Lucia, junto com seu irmão, Quintus Saenius Urbicus, dedicou um monumento em Roma a seu pai, Numerius Servius Rhetoricus.[44]
- Servius Mevianus, enterrado em Césaréia em Mauretânia Cesariense.[45]
- Servia L. f. Paula, enterrada em Thelepte na África Proconsular, aos quatorze anos.[46]
- Numerius Servius Rhetoricus, enterrado em Roma, com um monumento dedicado por seus filhos, Quintus Saenius Urbicus e Servia Lucia.[44]
- Servius Secundus, mencionado em uma inscrição encontrada em Sassari, anteriormente parte de Sardinia e Córsega.[47]
- Gaius Servius Rufus Terentianus, mencionado como proconsul em uma inscrição de Ilipa em Hispânia Baetica.[48]
- Servius Saturninus, dedicou um túmulo em Óstia a Servius Felicio.[41]
- Lucius Servius Secundus, fez uma oferta ao deus local no atual local de Naraval, em Hispânia Citerior.[49]
- Sextus Servius Verus, um haruspex em Thugga na África Proconsular.[50]
- Servius Victor, mencionado em uma inscrição de Lambaesis em Númidia.[51]